# Конштантин и Сикору
Конштантин и Сикору (порт. Constantim e Cicouro, мирандск. Custantin i Cicuiro) — район (фрегезия) в Португалии, входит в округ Браганса. Является составной частью муниципалитета Миранда-ду-Дору. По старому административному делению входил в провинцию Траз-уж-Монтиш и Алту-Дору. Входит в экономико-статистический субрегион Алту-Траз-уш-Монтеш, который в свою очередь входит в Северный регион. 
Создан путём слияния районов Конштантин и Сикору в 2012—2013 гг.
Население составляло 204 человека на 2011 год (показатель является суммой численности населения существовавших на тот момент районов Конштантин и Сикору). Занимает площадь 36,33 км².